# 国立北港高級農工職業学校
国立北港高級農工職業学校（こくりつほっこうこうきゅうのうこうしょくぎょうがっこう、National Pei-Kang Agricultural & Industrial vocational High School、日本語表記は国立北港農工高等学校です）は、台湾雲林県北港鎮に所在する国立の農工高等学校（3年制高専）。北港農工（繁体字中国語: 北港農工）、北農（繁体字中国語: 北農）と略される。

## 沿革
- 1941年4月を開校、校名は台湾公立北港農業專修学校。
- 1946年2月、中華民国政府に移管され、台南県立北港初級農業学校と改称。
- 1950年10月、台湾の行政区分に改編されたが、雲林県立北港農業職業学校と改称。
- 1968年8月、九年国民教育施行し、台湾省立北港高級農業職業学校と改称。
- 1969年8月、工科を設立し、台湾省立北港高級農工職業学校と改称。
- 2000年2月、国立北港高級農工職業学校と改称。

## 歴代校長
| 代             | 氏名         | 任期                     |              |              |
| 日本統治時代   | 日本統治時代 | 日本統治時代             | 日本統治時代 | 日本統治時代 |
| -------------- | ------------ | ------------------------ | ------------ | ------------ |
| 初代           | 轟武氏       | 1941年04月 -- 1943年02月 |              |              |
| 第2代          | 伊良皆高要   | 1943年03月 -- 1945年12月 |              |              |
| 中華民国統治期 |              |                          |              |              |
| 初代           | 賴溪沙       | 1945年12月 -- 1948年02月 |              |              |
| 第2代          | 蔡廷駿       | 1948年02月 -- 1968年07月 |              |              |
| 第3代          | 于延文       | 1968年08月 -- 1975年01月 |              |              |
| 第4代          | 徐均         | 1975年02月 -- 1985年01月 |              |              |
| 第5代          | 温興春       | 1985年02月 -- 1987年01月 |              |              |
| 第6代          | 趙錦水       | 1987年02月 -- 1992年01月 |              |              |
| 第7代          | 徐明昇       | 1992年02月 -- 2002年01月 |              |              |
| 第8代          | 詹木在       | 2002年02月 -- 2006年01月 |              |              |
| 第9代          | 張錫輝       | 2006年02月 -- 2009年07月 |              |              |
| 第10代         | 王金樑       | 2009年08月 -- 2016年07月 |              |              |
| 第11代         | 廖宏瑩       | 2016年08月 -- 2021年07月 |              |              |
| 第12代         | 楊長鉿       | 2021年08月 -- 2025年02月 |              |              |
| 第13代         | 林孟郁       | 2025年08月 -- 現在       |              |              |

## 組織
- 工業学	
  - 化工科
  - 資訊科
  - 電機科
  - 農業機械科
  - 機械科
- 農業学	
  - 畜産保健科
  - 農場経営科
- 総合職能科
- 実用技能班